# بونگواسان (جئولا شمالی)
بونگواسان (به لاتین: Bonghwasan) یک کوه در کره جنوبی است. بونگواسان ۹۲۰ متر بالاتر از سطح دریا واقع شده‌است.